# 벤 베린
벤 버린(Ben Vereen, 영어 발음: /ˈvɜːriːn/, 1946년 10월 10일 ~ )은 미국의 배우, 가수, 무용가이다.

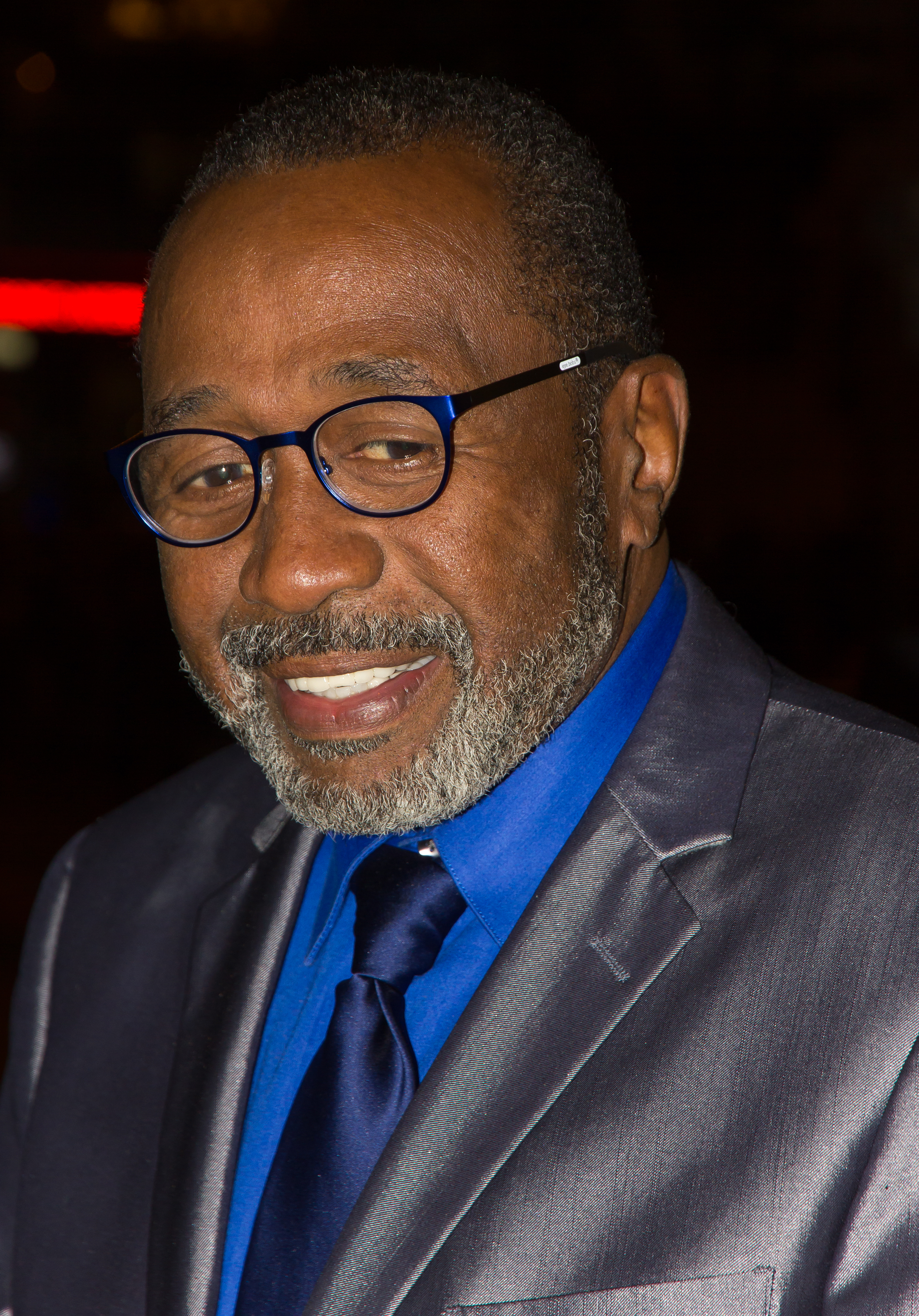
2014년 모습

## 출연 작품

### 영화
- 스위트 채리티 (1969)
- 가스 (1970)
- 바브라 스트라샌드의 갈채 (1975)
- 올 댓 재즈 (1979)
- Buy & Cell (1989)
- 동심의 크리스마스 (1990, The Kid Who Loved Christmas)
- 날아라 삼총사 (1993) - 애니메이션
- 바보들의 사랑 (1998, Why Do Fools Fall in Love)
- I'll Take You There (1999) - 귄 씨 역
- 성자들의 축제 (2001, The Feast of All Saints)
- 아이들와일드 (2006, Idlewild) - 퍼시 시니어 역
- Mama, I Want to Sing! (2008)
- 타피오카 (2009, Tapioca) - 너츠 역
- 탑 파이브 (2014) - 칼 앨런 역
- 내 마음을 벗어난 시간 (2014) - 딕슨 역

### 텔레비전
- 뿌리 (1977)
- 사랑의 유람선 (1982-84)
- 인트루더 (1992, Intruders)
- Promised Land (1999)
- 그레이 아나토미 (2007) - 아치 역
- Making History (2017)
- 스니키 피트 (2017-18)

### 뮤지컬
- 지저스 크라이스트 슈퍼스타 (1971-73)
- Pippin (1972-74)